# Goulburn-River-Nationalpark
Der Goulburn-River-Nationalpark ist ein Nationalpark im Zentrum des australischen Bundesstaates New South Wales, 280 Kilometer nordwestlich von Sydney und 20 Kilometer südwestlich von Merriwa. Der Nationalpark gehört zur Region Hunter River und bedeckt etwa 90 km² an dessen Nebenfluss Goulburn River an den Nordosthängen der Great Dividing Range. Südöstlich des Goulburn-River-Nationalparks erstreckt sich der Wollemi-Nationalpark. In der Nähe liegen die Städte Sandy Hollow, Denman, Merriwa und Mudgee.

## Fauna
Im Park finden sich Kängurus, Wombats, Emus, Schnabeltiere und eine große Anzahl von Vogelarten.

## Geschichte
Das Land des heutigen Parks wurde früher von den Aboriginesstämmen der Wiradjuri, der Kamilaroi und der Wonnarua bewohnt. Das Tal des Goulburn River diente den Eingeborenen als Verbindung zwischen der Küste und den Ebenen im Westen des heutigen New South Wales. Noch heute kann man im Park viele Stellen früheren Wirkens der Aborigines finden, vorwiegend Sandsteinunterstände am Fluss, die mit Zeichnungen verziert wurden. Darin spielten die dort lebenden Tiere und Pflanzen eine wesentliche Rolle.
In den 1830er Jahren errichteten weiße Siedler kleine Schafstationen und es wurde in geringem Umfang Wald abgeholzt und nach Bodenschätzen gegraben. Auf Grund der geringen Bevölkerungsdichte hielten sich die Eingriffe in Natur aber in Grenzen.
Anfang der 1980er-Jahre kam der Vorschlag auf, den Goulburn River mit der Kerrabee-Talsperre anzustauen, um die Hunter-Region mit Wasser zu versorgen. Fast das gesamte Gebiet des heutigen Parks wäre in einem Stausee verschwunden. 1983 erkannte man aber, dass die Gegend als Natur- und Kulturraum dafür viel zu wertvoll war, und errichtete den Nationalpark.